# Matalajärvi
Matalajärvi este o arie protejată (arie specială de conservare — SAC, sit de importanță comunitară — SCI, arie de protecție specială avifaunistică — SPA) din Finlanda întinsă pe o suprafață de 112 ha, integral pe uscat.

## Localizare
Centrul sitului Matalajärvi este situat la coordonatele 60°15′07″N 24°41′26″E / 60.2519°N 24.6906°E.

## Înființare
Situl Matalajärvi a fost declarat arie de protecție specială avifaunistică în decembrie 2018 pentru a proteja 1 specie de plante și 33 de specii de animale. Alte tipuri de protecție:
- sit de importanță comunitară (în mai 2002)
- arie specială de conservare (în aprilie 2015)[1][3][4]

## Biodiversitate
Situată în ecoregiunea boreală, aria protejată conține 5 habitate naturale: Lacuri eutrofice naturale cu vegetație de tip Magnopotamion sau Hydrocharition, Mlaștini turboase de tranziție și turbării mișcătoare, Păduri fino-scandinave bogate în ierburi cu Picea abies, Păduri caducifoliate de mlaștină fino-scandinave, Mlaștini împădurite.
La baza desemnării sitului se află mai multe specii protejate:
- plante (1): Najas tenuissima
- păsări (31): rață sulițar (Anas acuta), gâscă de semănătură (Anser fabalis), stârc cenușiu (Ardea cinerea), rață-cu-cap-castaniu (Aythya ferina), rața moțată (Aythya fuligula), Aythya marila, buhai de baltă (Botaurus stellaris), Branta leucopsis, bătăuș (Calidris pugnax), erete de stuf (Circus aeruginosus), cristeiul de câmp (Crex crex), gușă vânătă (Cyanecula svecica), lebădă de iarnă (Cygnus cygnus), șoimul rândunelelor (Falco subbuteo), cufundar polar (Gavia arctica), cufundar mic (Gavia stellata), cocor (Grus grus), Hydrocoloeus minutus, pescăriță mare (Hydroprogne caspia), sfrâncioc roșiatic (Lanius collurio), pescăruș râzător (Larus ridibundus), rață pestriță (Mareca strepera), Mergellus albellus, codobatura galbenă (Motacilla flava), vultur pescar (Pandion haliaetus), corcodel-urechiat (Podiceps auritus), cresteț pestriț (Porzana porzana), Spatula clypeata, rață cârâitoare (Spatula querquedula), chiră de baltă (Sterna hirundo), fluierar de mlaștină (Tringa glareola)
- mamifere (1): vidră de râu (Lutra lutra)
- nevertebrate (1): libelule (Leucorrhinia pectoralis)

Pe lângă speciile protejate, pe teritoriul sitului au mai fost identificate 11 specii de plante.